# Cateri
Cateri är en kommun i departementet Haute-Corse på ön Korsika i Frankrike. Kommunen ligger i kantonen Belgodère som tillhör arrondissementet Calvi. År 2022 hade Cateri 249 invånare.

## Befolkningsutveckling
Antalet invånare i kommunen Cateri
Referens:INSEE